# Nora Sahmoud
Nora Sahmoud, née le 17 mars 1997, est une coureuse cycliste marocaine.

## Palmarès sur route
- 2022
  -  Championne du Maroc du contre-la-montre

## Palmarès sur piste
- 2021
  -  Médaillée d'argent de la poursuite par équipes (avec Fatima Zahra El Hayani, Fatima Zahra Benzekri et Hakima Barhraoui) au championnat d'Afrique